# 菱田川

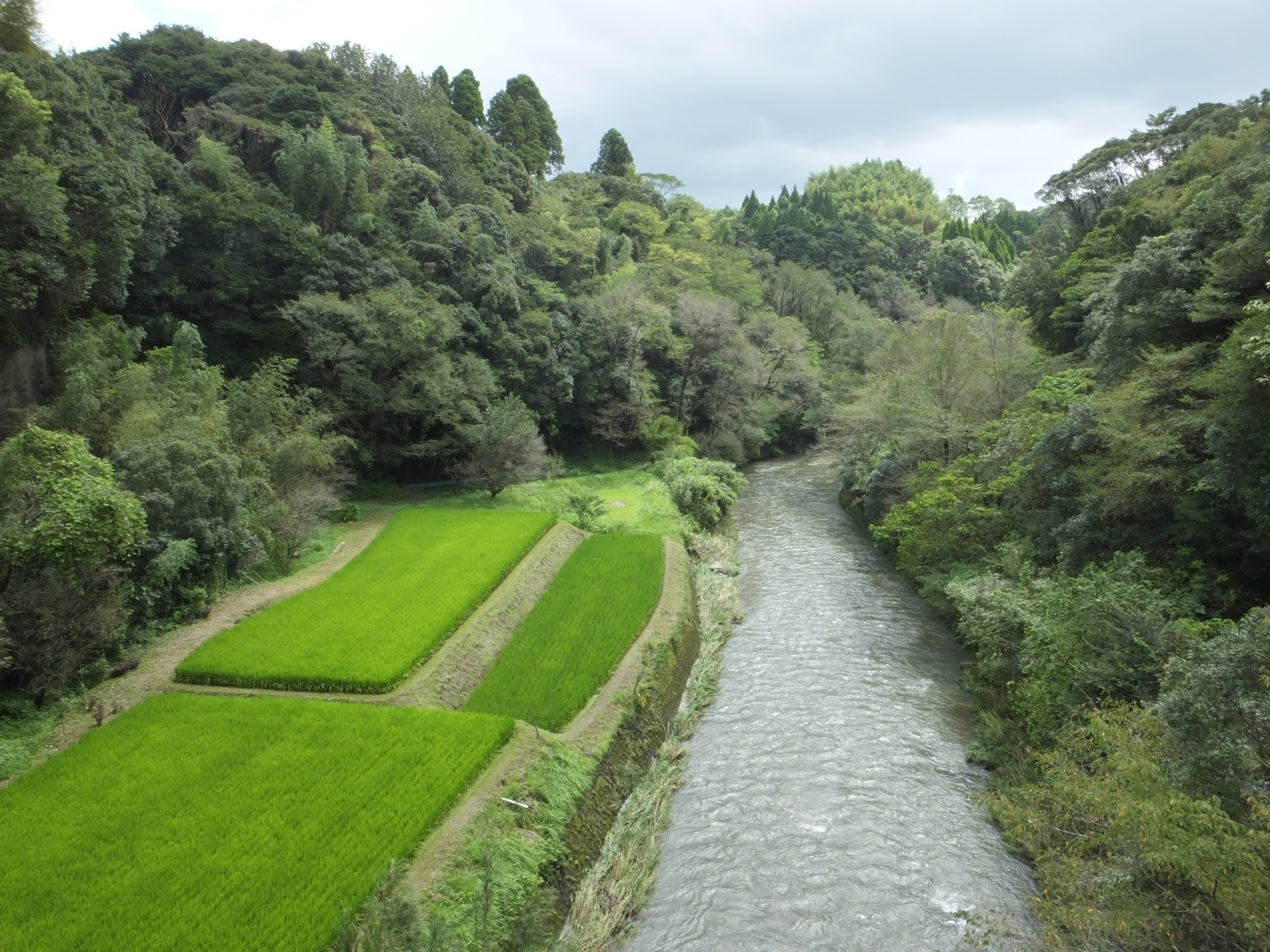
城西橋より下流方

菱田川（ひしだがわ）は、鹿児島県大隅中部一帯を流れる二級河川。川内川に次ぐ県内第二の河川と一般に称され、二級水系としては鹿児島県内最長・流域面積も天降川に次いで県内第二の規模を擁する。前川合流地点より上流部は佳例川（かれいがわ）とも呼ばれる。

## 地理
霧島市福山町佳例川、荒磯岳西麓に源を発し南東流する。源流部は牧之原台地（シラス台地）の一角で、谷津田地形が流路に沿って広がっており流れは緩やか。佳例川の中央部、前川内川との合流点には「ふるさと水車」が設置された「水の駅佳例川」があり、地域のシンボルとなっている。前川内川を合わせると程なく曽於市大隅町に入り、旧末吉町との境界部を暫く流れる。周囲は谷津田から針葉樹に囲まれた幽谷に変わり、末吉町岩崎付近まで蛇行を繰り返す。この付近は文化財にこそ指定されていないが、大正から昭和初期にかけて竣工した石橋が数多く残されている。
流れを南西へ変えるとやがて大隅市街地に入り、西から並流してきた前川を合わせる。流量の増大した菱田川は南東へ進み市街地を抜け、ますます深山幽谷の様相を呈する。曽於市と志布志市松山町との市境になり、松山市街地にて山角川・松尾川が東から合流すると、南寄りへ蛇行し旧有明町域となる。そして最大支流の大鳥川を合わせると市境を抜けて志布志市西部を貫流する。有明大橋などの巨大な橋梁から渓谷を眺望することができ、かつてはドライブインスポットとして賑わった。下流部は安楽川や田原川のような他水系の本流も至近を流れていることから、流域面積が狭くなっており、小規模な河岸段丘を形成するに留まっている。河口付近は曽於郡大崎町との境界となり、高尾川を合わせて志布志湾に流入する。元来菱田川は通山地区において東隣を流れる安楽川と合流していたが、河口における土砂堆積によって両者は合流しなくなり、ふゆ湖と呼ばれる三日月湖が形成され、それがシラスで埋め立てられて現在に至っている。
流路の大部分が二級河川に指定されている。水系全体の指定河川数は天降川や万之瀬川には及ばないものの、本流に匹敵する大規模な支流が多い。流域は鹿屋市にも及び、大鳥川の鹿屋市輝北町には菱田川水系唯一の利水施設として輝北ダムがある。流域のほぼ全てがシラス地帯である。
大崎町の河口においてはシラスウナギ漁が冬の風物詩となっており、有明町の組合と共同で昭和中期より毎年初夏にウナギの放流が行われてきている。

## 治水

### 有明の二大開田
菱田川流域はシラスに覆われ、土地が痩せており農業には適さなかった。わずかに営農されていた畑地はしばしば水不足となっていたことから、流域の農業生産の安定は江戸時代以来からの住民の悲願であった。しかし中下流部に位置する有明町は、流量の多い菱田川がシラスを深く抉って深山幽谷の地形を作り出しており、畑のある台地までは川面からの高低差が70mにも及ぶことから、当時の技術力・資金力ではこの流域に導水することは極めて困難であった。そのような中明治時代以降長きにわたり、有明町右岸の蓬原（ふつはら）台地及び左岸の野井倉台地を対象とした開田事業が行われた。全国的にも稀有なこれらの大規模開田は「二大開田」と称され、有明町は「開田の町」として知られることとなったのである。

#### 蓬原開田
1892年（明治25年）6月、都城から隈元宗正・松山篤実、熊本から川村競・江崎四郎の4人が発起人となり水路工事に着工。取入口の中途変更や固い地盤に対する難工事で次第に資金不足に陥り、前田正名を通じて京都の実業家大沢善助を頼ることとなった。1895年（明治28年）11月、大沢善助・堤弥兵衛・高木文平の3人を資本主とすることで工事が再開。1898年（明治31年）3月24日に水路は完成し、約120haが開田された。しかし特殊条件下で農業生産は振るわず、水不足や雑草問題なども相まって収穫能率が極めて悪かった。事業の中心人物であった隈元・川村の両氏が病死すると事業は停滞し、開田区域は140ha余が拡張されたのみであった。
東京から帰郷し蓬原の地に馬場病院を開いていた馬場藤吉は、地域の生活苦打開のため事業の再興を図った。1912年（明治45年）3月に「西志布志・大崎連合耕地整理組合」を設立し自ら組長となり、農工銀行からの資金調達に奔走。1916年（大正5年）にようやく借入を成功させると、同年より7.4kmに及ぶ水路拡張工事に着手した。豪雨に伴う補修工事を経て1918年（大正7年）に通水、240haの開田を実現させた。その後も借入と事業拡張を繰り返し、最終的に開田面積は430haとなった。開田当初頻発した漏水等の問題も次第に落ち着いたという。しかし馬場は借入金返済に辛労した末、1922年（大正11年）7月26日に48歳で病死した。
後述する野井倉開田の完工後、1958年（昭和33年）に蓬原開田碑が建立され、馬場の長男による「幾十年　幾十万の　汗乃水」という銘文が刻まれた。

#### 野井倉開田

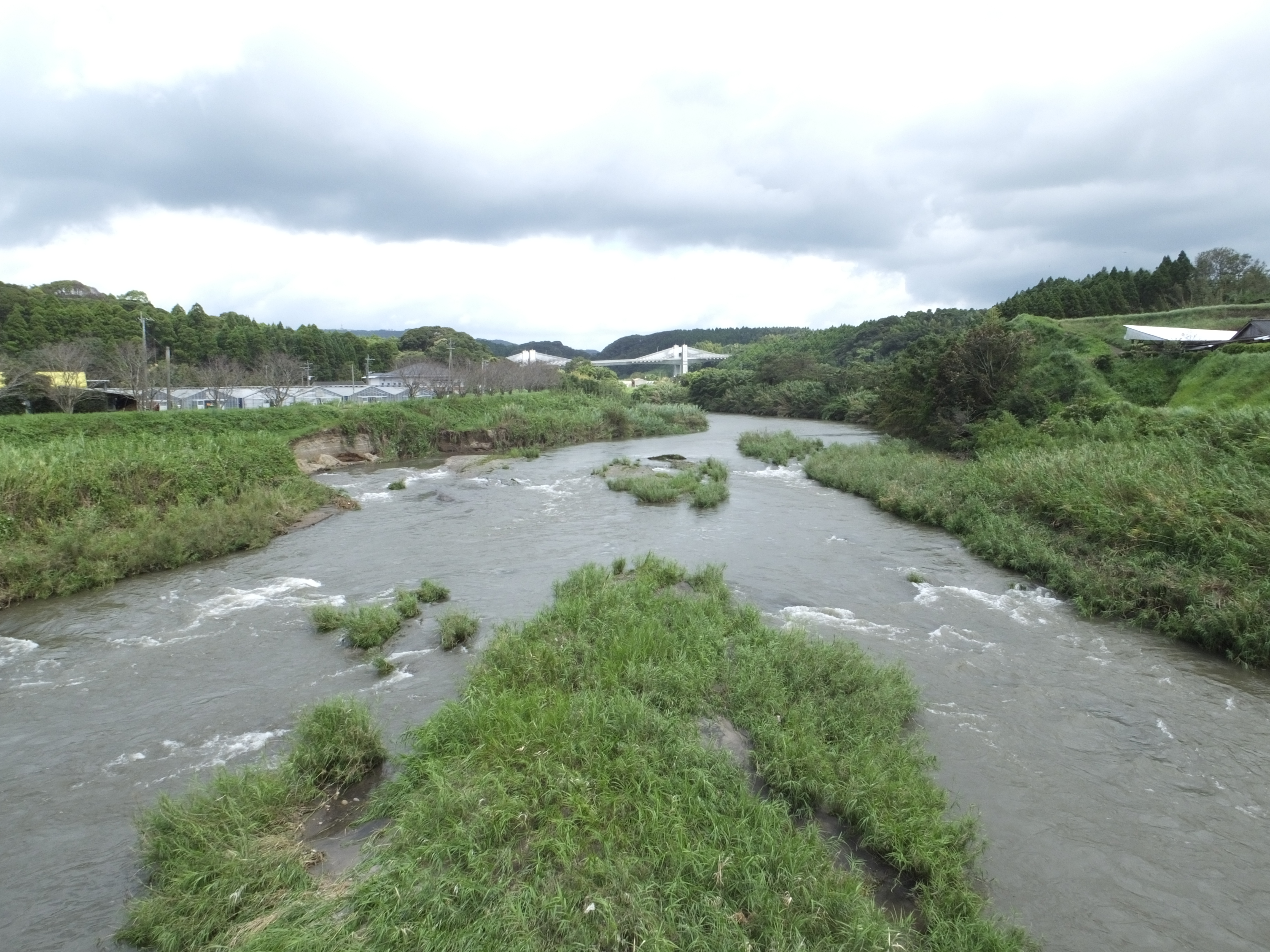
田尾橋より上流方、奥に見えるのは野井倉大橋

馬場の後を継いで開田を行ったのが義兄の野井倉甚兵衛である。野井倉は蓬原開田で馬場の事業に助力し、菱田川を挟んで対岸に位置する地を蓬原とともに開田させることを夢見ていた。野井倉開田自体は江戸時代から構想が存在し、1892年（明治25年）に宮脇政右衛門・久保田常右衛門がこれを引き継ぎ30aを開田させていた。野井倉は1912年（大正元年）に一千町歩（1000ha）開田計画を樹立し、90%を隧道区間とする12.9kmに及ぶ導水路開削を柱とする基本調査を申請するが、県からは技術的・資金的に困難との判断が下された。
野井倉は計画再興を目指して1931年（昭和6年）に「野井倉耕地整理組合」を設立。各方面との交渉を行い、1938年（昭和13年）に水力発電所の当地への建設を検討していた日本水電を施工者とする契約を締結。1941年（昭和16年）には農地開発法に基づく農地開発営団へ事業が継承され、国営事業として開田がなされることとなった。1942年（昭和17年）より学徒を含むのべ23,400人を動員して開田事業が開始されたが、大東亜戦争長期化の煽りを受けて開田区域に帝国海軍志布志基地（野井倉飛行場）が建設されることとなり、事業は一部中断を余儀なくされた。野井倉飛行場は完成を待たずして空襲を受け、使用されることはなかった。終戦後飛行場がGHQから返還されると、事業は農地開発営団から農林省へ継承され、食糧増産のために国費での開田事業再開が決定。しかし膨大な物資・資金を必要とする導水路工事は経済安定本部から中止命令が一旦下されることとなった。陳情の末工事は再開されることとなり、数か月で竣工へこぎ着けた。
通水式の前日である1949年（昭和24年）6月4日には昭和天皇が視察訪問し、野井倉夫妻を慰労する。昭和天皇は1942年（昭和17年）にも、開田工事の様子を案じて侍従に視察させたことがあった。翌6月5日には通水式が挙行され、以降植付けがなされていった。そして1952年（昭和27年）10月から1953年（昭和28年）7月まで計画水量毎秒5トンに対応する牛ヶ迫頭首口の堰堤改修がなされ、野井倉開田は完工に至った。明治期の当初計画から60年以上を費やしたことになる。1955年（昭和30年）に野井倉開田記念碑が建立され、椋鳩十による「農夫は土の恵みにひたり、陽は金に」という句が刻まれた。
バッチョ笠をかぶり愛用の自転車で戦時中も資金集めに奔走し、開田に生涯を捧げて成し遂げた野井倉甚兵衛はその不屈の精神が高く評価され、地元の偉人として小学校の社会科の副読本で取り上げられている。

### 河口付近の河川整備
菱田川は市街地においても目立った水害を引き起こすことは少なく、従来の河川整備は河口部を応急的に開削することで、台風等に伴う砂の堆積による河口閉塞を防止するに留まっていた。しかし1997年（平成9年）の平成9年台風第19号襲来時は有明町域で集中的に降雨量が増加し、更に菱田川の水位急上昇と志布志湾の満潮時間が重なったことが原因となり、堤防が相対的に低かった下流部左岸の押切地区において床上浸水8戸・床下浸水15戸の水害が発生した。濁流がシラス対策の排水路を逆流し、避難が出来ず孤立した住民もいた。
下流部右岸の大崎町菱田地区においても、台風襲来時の漂砂により高尾川の排水樋門が埋没し機能障害を生じた。このため河口付近における河川堤防の整備（水田客土の嵩上げ）や河口開削による閉塞対策が必要とされた。このうち排水樋門については、2000年（平成12年）6月24日豪雨により流出したことから県営海岸災害復旧事業により改修が行われ、排水機能が4.3倍に強化され2001年（平成13年）4月末に竣工した。

## 支流

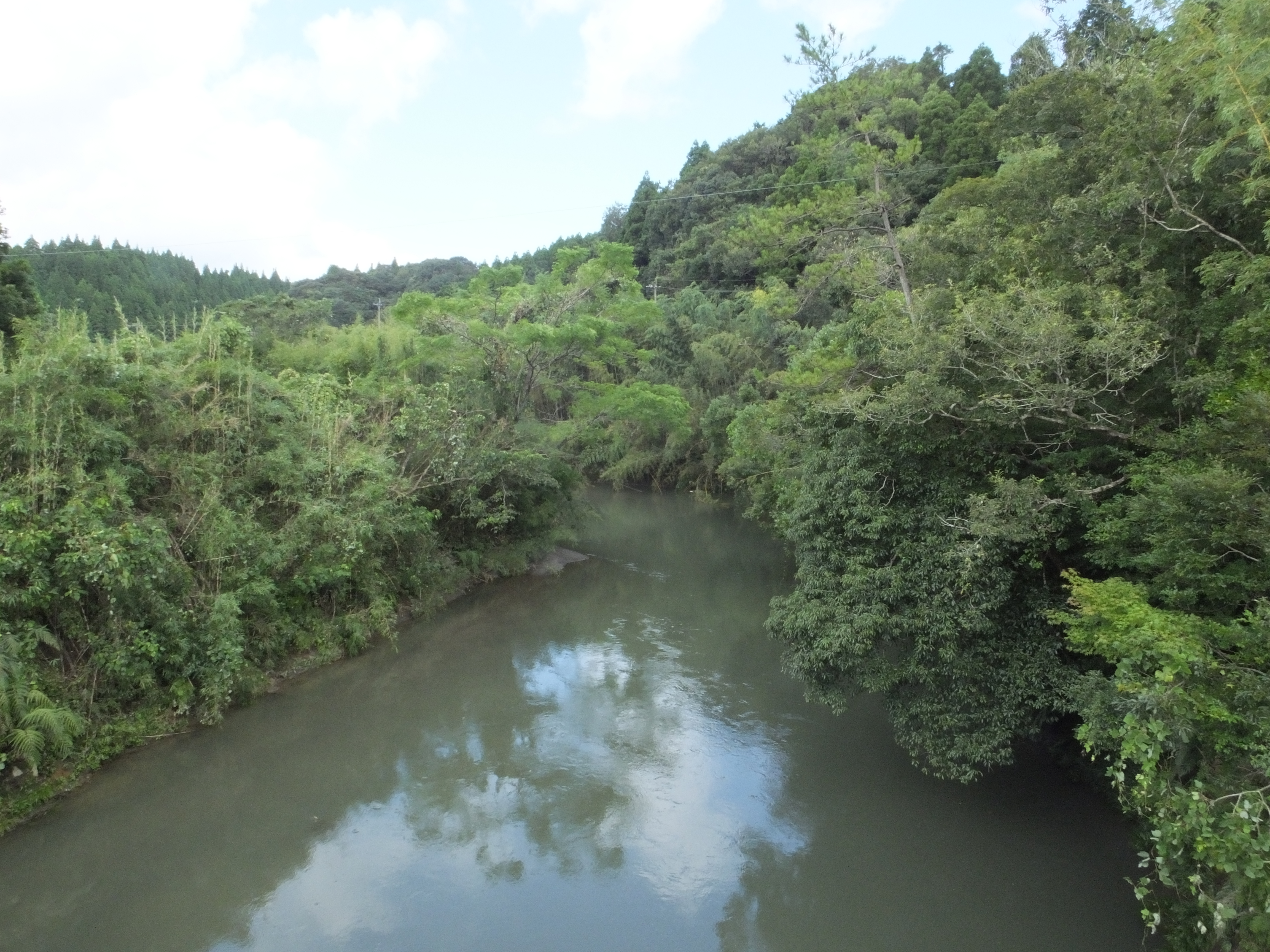
野久尾橋より上流方

上流より掲載、太字は二級河川
- 前川内川
- 佳例川
- 狩谷川
- 福留川
- 獅子込川
- 後川
- 前川
  - 高田川
- 山角川
- 松尾川
- 大鳥川（瀬戸間伏川）
  - 浦谷川
  - 堂籠川
    - 絹田川

  - 梅ヶ渡川
  - 月野川（長江川）
    - 二瀬元川
    - 大谷川
- 高尾川　準用河川

## 主な橋
上流より掲載
- 銭亀橋
- 大王橋 - 鹿児島県道482号塚脇財部線
- ○○橋
- ○○橋
- ○○橋
- 小田前橋
- 佳例川橋 - 国道10号
- ○○橋 - 鹿児島県道497号長江柴建線
- ○○橋
- ○○橋
- 北の大橋
- 安野尾橋（石橋）
- 菱田川橋 - 東九州自動車道
- ○○橋
- 蕨谷橋
- 市吉橋（石橋）
- ○○橋
- 木場橋（石橋）
- 馬渡橋（石橋）
- 中野橋
- 栫井橋
- ○○橋
- 中園橋 - 国道269号
- ○○橋
- ○○橋

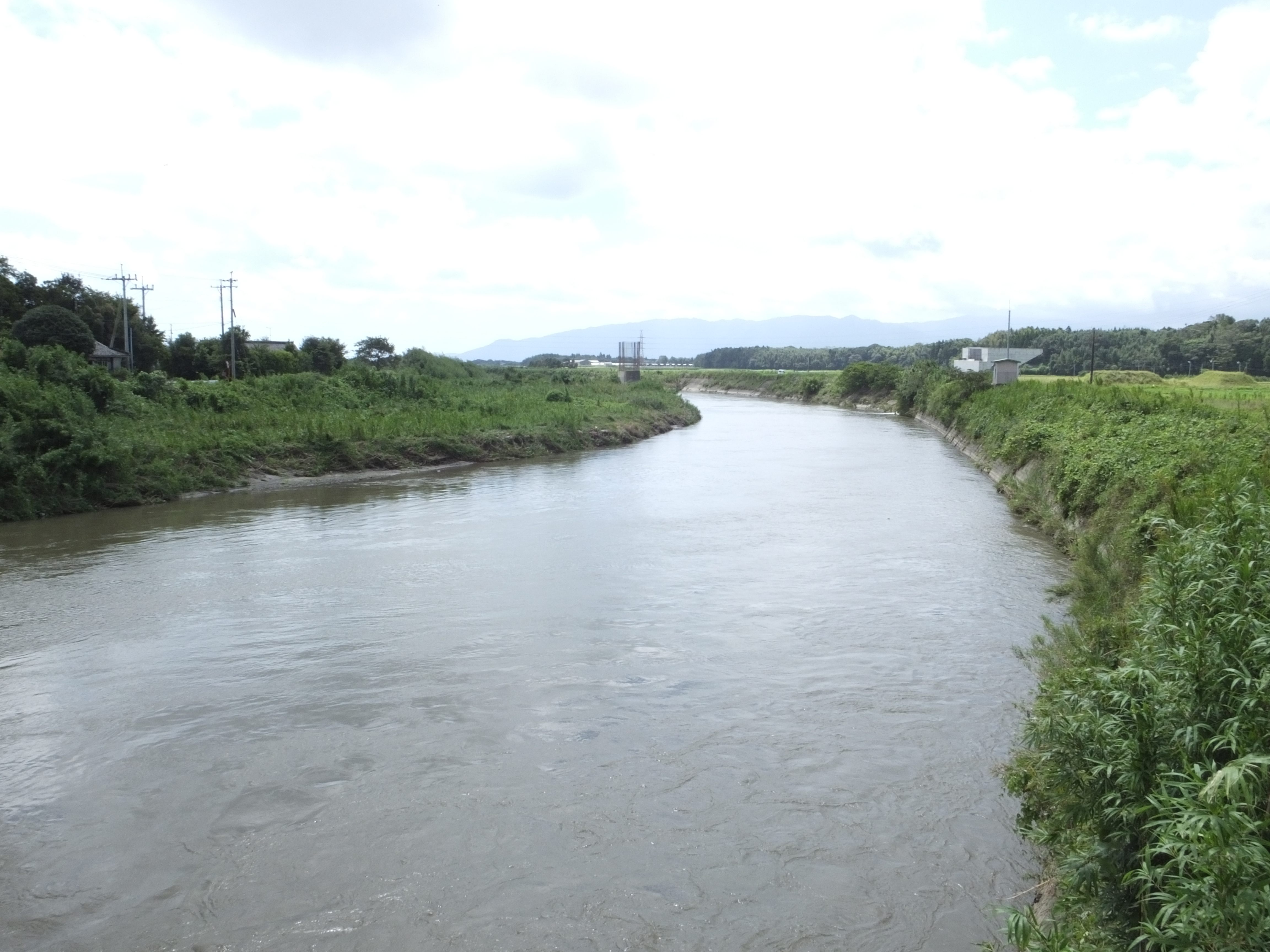
田尾橋より下流方

- 中岩北橋 - マインドロード末吉（旧志布志線）
- ○○橋
- ○○橋
- 霜月田橋（石橋）
- 前田橋 - 鹿児島県道71号垂水南之郷線
- ○○橋
- 野久尾橋（石橋）
- ○○橋
- 城西橋
- 山川橋
- 松山橋 - 宮崎県道・鹿児島県道110号塗木大隅線
- 松山橋（石橋）
- 市柴橋（石橋） - 鹿児島県道63号志布志福山線
- 縄瀬橋
- 有明大橋 - 広域農道
- 中野橋
- 蓬原橋 - 鹿児島県道523号志布志有明線
- 野井倉大橋
- 田尾橋
- 東九州自動車道（建設中）
- 菱田橋 - 国道220号

## 参考資料
- 志布志市開田の村管理組合　有明農業歴史資料館
- 楽しぶし　～先人たちが築いた歴史や文化を探訪～　第10話・蓬原開田と馬場藤吉（市報しぶし平成21年2月号） (PDF)
- さつま人国誌「野井倉甚兵衛と開田事業」（2015年1月26日、南日本新聞）